# Столярова, Татьяна Александровна
Татья́на Алекса́ндровна Столяро́ва (род. 28 марта 1984, Мордовская АССР, РСФСР, СССР) — ведущая линейного эфира выпусков новостей круглосуточного информационного телеканала «Россия-24». Ранее была ведущей выпусков новостей экономики, а также информационных программ «Бизнес Вектор», «Залог успеха», являлась автором и ведущей программы «Личный счёт» на телеканале «Россия-24». Вела экономическую рубрику в программе Сергея Брилёва «Вести в субботу» на телеканале «Россия-1».

## Биография

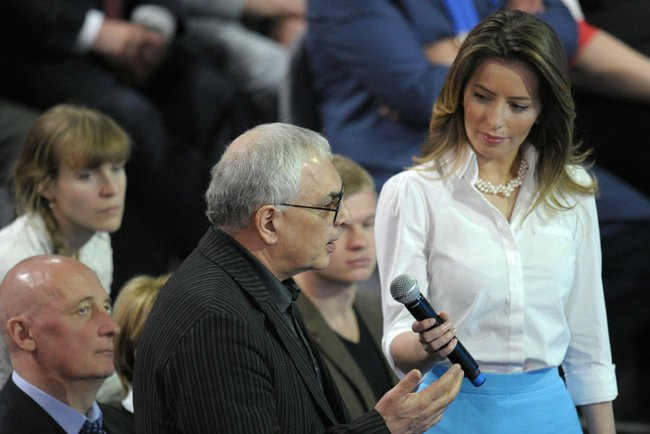
Прямая линия с Владимиром Путиным (17 апреля 2014 года)

Родилась 28 марта 1984 года в Мордовии, выросла в Орле. С 16 лет работала в модельном бизнесе. В 2002 году стала финалисткой регионального конкурса «Мисс Орёл 2002». В 2001 году снялась в мюзикле «Вечера на хуторе близ Диканьки» («Ночь перед Рождеством»), в 2002 году — в клипе Андрея Губина «Танцы». В 2005 году сыграла эпизодическую роль Тамары в фильме Петра Хазизова «Манга».
Окончила заочно Финансовую академию при Правительстве Российской Федерации, специализация «Финансовый менеджмент». После окончания академии училась в Институте повышения квалификации работников телевидения и радиовещания (Москва).
С 2009 по 2011 год работала редактором, корреспондентом в «Новостях экономики», ведущей новостей и шеф-редактором на МТРК «Мир».
С 2011 по 2014 год — ведущая круглосуточного информационного телеканала «Россия-24».
24 апреля 2012 года стала гостем в рубрике «Свои» программы «Первый отряд» на Радио «Маяк».
7 декабря 2012 года заняла первое место на третьем ежегодном конкурсе «Доверие» среди журналистов на освещение в СМИ социальной и пенсионной тематики в 2012 году (в номинации от имени НПФ «Благосостояние» — «За лучший материал по корпоративным пенсионным программам»).
2 апреля 2013 года получила награду от Союза журналистов России и Торгово-промышленной палаты страны на Всероссийском форуме деловых СМИ — диплом за активное освещение проблем экономического развития России и поддержку отечественного предпринимательства.
В апреле-мае 2013 года в качестве корреспондента ВГТРК подготовила серию репортажей об открытии второй сцены Мариинского театра в Санкт-Петербурге, в рамках освещения деятельности Русского географического общества стала автором специального репортажа об острове Гогланд и поиске затонувших кораблей.
17 апреля 2014 года в качестве помощника ведущих участвовала в проведении передачи «Прямая линия с Владимиром Путиным».
В ноябре 2014 года стало известно, что перешла в отдел спецпроектов.
В социальных сетях не зарегистрирована. Есть неофициальные фан-группы ВКонтакте и Фейсбуке.

## Фильмография
| Год  |     | Название                   | Роль            |
| ---- | --- | -------------------------- | --------------- |
| 2005 | ф   | Манга                      | Тамара          |
| 2013 | док | Камчатка. Жизнь на вулкане | автор и ведущая |
| 2013 | док | 1913                       | ведущая         |